# Anàleg funcional
Per altres usos d'anàleg, vegeu Anàleg (desambiguació).
Els anàlegs funcionals són compostos químics que tenen propietats físiques, químiques, bioquímiques o farmacològiques similars. Per exemple un anàleg funcional (i anàleg estructural) és la morfina i l'heroïna. Els anàlegs funcionals no han de ser necessàriament anàlegs estructurals amb una estructura química similar. Exemples en són classes de drogues que tenen un mecanisme d'acció similar.
| Derivat   | Estructura | Nom                           | Grup de substàncies       |
| --------- | ---------- | ----------------------------- | ------------------------- |
| Estran    | Estran     | 13β-Metilgonan                | Estrogen                  |
| Androstan | Androstan  | 10β,13β-Dimetilgonan          | Androgen                  |
| Pregnan   | Pregnan    | 10β,13β-Dimetil-17β-etilgonan | Gestagen, Corticosteroide |